# 세라 골드버그
세라 골드버그(영어: Sarah Goldberg, 1985년 5월 31일 ~ )는 캐나다의 배우이다. HBO 드라마 《배리》(2018-23)를 통해 2019년 제71회 프라임타임 에미상 코미디 시리즈 부문 여우조연상 후보에 올랐다.

## 출연 작품

### 영화
- 크라운 하이츠 (2017)

### 텔레비전
- 배리 (2018-23)